# Laccophilus raitti
Laccophilus raitti är en skalbaggsart som beskrevs av Elwood C. Zimmerman 1970. Laccophilus raitti ingår i släktet Laccophilus och familjen dykare. Inga underarter finns listade i Catalogue of Life.